# Kevin Viveros
Kevin Stiven Viveros Rodallega (ur. 26 kwietnia 2000 w Buenaventurze) – kolumbijski piłkarz występujący na pozycji napastnika lub skrzydłowego, od 2024 roku zawodnik Atlético Nacional.